# Schagar
Der Schagar war ein Gewichts- und Getreidemaß in Schirwan (heute ein historisches Gebiet von Aserbaidschan), einer russischen Provinz, die bis 1812 persisch war. Das Maß war warenabhängig in der Größe.
Für Weizen, Mehl, Reis, Erbsen und Linsen rechnete man
- 1 Schagar = 50 Batman (Meidangewicht) = 1000 Pfund (russ.) = 25 Pud

Für Gerste und Hirse war
- 1 Schagar = 40 Batman = 800 Pfund (russ.)/ Funti = 20 Pud

Für Tschaltyk (eine Art Reis)
- 1 Schagar = 30 Batman = 600 Pfund (russ.) = 15 Pud (1 Pud = 16,36 Kilogramm)